# Anomoclausia
Anomoclausia is een geslacht van eenoogkreeftjes uit de familie van de Anomoclausiidae. De wetenschappelijke naam van het geslacht is voor het eerst geldig gepubliceerd in 1964 door Gotto.

## Soorten
- Anomoclausia indrehusae Gotto, 1964